# Parti pour la démocratie et le progrès/Parti socialiste
Die Parti pour la démocratie et le progrès/Parti socialiste (PDP/PS) ist eine Partei aus dem westafrikanischen Staat Burkina Faso.
Die PDP/PS wurde 1994 durch Joseph Ki-Zerbo gegründet, welcher sie bis 2005 präsidierte. Seit 2005 ist Ali Lankoandé Parteivorsitzender.

## Entwicklung
Auf nationaler Ebene war die PDP/PS in den 1990er Jahren eine wichtige Oppositionspartei. Bei den Parlamentswahlen 2002 kam sie als drittstärkste Partei auf einen Wähleranteil von 7,5 % und hielt in der Legislaturperiode 2002–2007 zehn von 111 Sitzen im burkinischen Parlament.
Bei den Präsidentschaftswahlen 2005 erreichte der Kandidat der PDP/PS, Ali Lankoandé, einen (für die PDP/PS enttäuschenden) Wähleranteil von 1,74 % und landete damit auf dem 6. Rang.
Mit dem Tod  Ki-Zerbos im Dezember 2006 hat die PDP/PS nicht nur ihren ehemaligen Parteivorsitzenden verloren. Ki-Zerbo, vom Amt als Parteipräsident 2005 zurückgetreten, war eine Persönlichkeit, die die burkinische Politik während Jahrzehnten prägte und der PDP/PS mehr als nur Galionsfigur war. Auf der einen Seite war er Garant für eine sozialdemokratische, integre Oppositionspolitik, auf der anderen Seite standen andere Parteimitglieder für lange Zeit in seinem Schatten. Aus dieser Konfiguration ergab sich ein Generationenkonflikt, dessen Ende noch nicht absehbar ist. Die Parlamentswahlen 2007 wurden damit für die PDP/PS, zu einer – misslungenen – Bewährungsprobe: Die PDP/PS konnte lediglich zwei ihrer Sitze im Parlament halten.

## Ideologie
Die PDP/PS ist eine sozialdemokratische beziehungsweise demokratisch-sozialistische Partei und gehört der Sozialistischen Internationale an.